# Caranguejeira
Caranguejeira es una freguesia portuguesa del municipio de Leiría, con 32,48 km² de superficie y 4691 habitantes (INE 2011). Su densidad de población es de 153,69 hab/km².